# John Lennon Signature Box
John Lennon Signature Box es una caja recopilatoria que contiene los 11 álbumes remasterizados de John Lennon  y nuevas colecciones, editado en CD y formato digital, como parte de la colección "Gimme Some Truth". Los discos que contiene esta caja recopilatoria son remasterizaciones digitales de las grabaciones y mezclas originales, hechas por la viuda de John, Yoko Ono y el mismo equipo de ingenieros en los estudios Abbey Road que trabajaron en las remasterizaciones de 2009 de The Beatles, en Londres y Avatar Studios, Nueva York. El box también incluye demos caseros y sencillos  no incluidos en su origen en los álbumes.

## Lista de álbumes
- Disco 1: John Lennon/Plastic Ono Band (1970)
- Disco 2: Imagine (1971)
- Disco 3 & 4: Some Time in New York City (1972)
- Disco 5: Mind Games (1973)
- Disco 6: Walls and Bridges (1974)
- Disco 7: Rock ‘n’ Roll (1975)
- Disco 8: Double Fantasy (1980)
- Disco 9: Milk and Honey (1984)

## Contenido adicional
Disco 10 – Sencillos
1. "Power to the People" – 3:25
2. "Happy Xmas (War Is Over)" – 3:34
3. "Instant Karma! (We All Shine On)" – 3:21
4. "Cold Turkey" – 5:03
5. "Move Over Ms. L" – 2:58
6. "Give Peace a Chance" – 4:55

Disco 11 – Demos caseros
1. "Mother" – 4:25
2. "Love" – 2:39
3. "God" – 4:35
4. "I Found Out" – 4:34
5. "Nobody Told Me" – 3:13
6. "Honey Don't" – 1:40
7. "One of the Boys" – 2:39
8. "India, India" – 3:07
9. "Serve Yourself" – 5:21
10. "Isolation" – 3:07
11. "Remember" – 5:29
12. "Beautiful Boy (Darling Boy)" – 4:11
13. "I Don't Want to Be a Soldier" – 3:26

## Posición en listas de éxitos
| Lista               | Mejor posición |
| ------------------- | -------------- |
| German Albums Chart | 30             |